# Margarida (cantora)
Margarida, nome artístico de Margarida Gomes, é uma cantora e compositora portuguesa nascida a 6 de agosto de 2007 em Vila Real. Desde cedo, a música esteve presente na sua vida, influenciada pelo ambiente familiar. Além de cantar e dançar, descobriu na composição uma forma de expressar os seus pensamentos e emoções. 

## Biografia
Margarida nasceu a 6 de agosto de 2007, em Vila Real, Portugal. O seu avô era professor de música, o que teve uma forte influência no seu percurso artístico. 

## Influências e Inspirações
Margarida tem como principais inspirações as cantoras portuguesas Bárbara Tinoco e Carolina Deslandes, defendendo a importância de valorizar os artistas nacionais. 
Começou a compor as suas próprias músicas originais depois de assistir ao programa The Voice, onde reparou que talentos da sua idade também escreviam canções. No entanto, a composição tornou-se uma necessidade e uma forma natural de expressão, uma vez que Margarida escreve sobre acontecimentos da sua vida. 
É fortemente apoiada pela sua comunidade escolar e pelos amigos, que têm acompanhado e incentivado o seu crescimento musical. 

## Carreira
Em 2023, com 16 anos, Margarida venceu o concurso TransmonTalent, destacando-se como uma artista promissora na região de Trás-os-Montes. No mesmo ano, participou no Boreal Festival de Inverno, realizado no Teatro de Vila Real, onde apresentou sete temas originais no Café Concerto.  

## Discografia
Entre as suas músicas lançadas, destacam-se:
- "Repreendida", que aborda as pressões e contradições da adolescência
- "Eternos"
- "Irritante"

As suas música está disponível em várias plataformas digitais, incluindo o Spotify.

## Reconhecimento
A sua música "Repreendida" foi transmitida pela primeira vez na Rádio Comercial, no programa TNT - Todos no Top, onde recebeu destaque por parte dos ouvintes. Além disso, Margarida tem sido promovida por várias estações de rádio nacionais, ampliando o seu reconhecimento a nível nacional.

## Agenciamento
Atualmente, Margarida é agenciada pela Primeira Linha, que também representa artistas como Bárbara Tinoco, David Fonseca e Miguel Araújo, sendo o seu manager Pedro Barbosa.

## Ligações Externas
- Spotify da Margarida
- Agência Primeira Linha